# GippsAero GA10
Dimensions
Le GippsAero GA10 Airvan, ou Airvan 10, est un avion de transport léger monomoteur à turbopropulseur de 10 places développé par GippsAero (anciennement Gippsland Aeronautics) à Victoria.

## Développement
Son premier vol de 20 minutes a été achevé en mai 2012. À la mi-2015, l'avion devait être certifié avant la fin de l'année, mais peu après, aucune date n'a été annoncée. Il a été certifié par les autorités aéronautiques australiennes le 19 mai 2017, ainsi que par la FAA.
En janvier 2018, deux GA10 volaient : le prototype et le premier avion de série, que GippsAero espère livrer au second semestre 2017.
Le 4 juin 2018, lors d'essais en vol effectués par l'école nationale des pilotes d'essais de l'aéroport spatial de Mojave dans le sud de la Californie, un GA10 s'est écrasé dans le désert de Mojave. Les deux pilotes se sont parachutés en toute sécurité à environ 5 000 pi (1 524 m) au-dessus du sol.
Le 24 août 2018, le premier client de GA10 Airvan a été annoncé comme étant Major Blue Air, Botswana. Son coût unitaire en 2018 était de 1,7 million de dollars.

## Conception
Après le développement réussi de l'avion à moteur à pistons GA8 Airvan à huit places, la conception a été allongée et remotorisée avec un turbopropulseur pour augmenter le nombre de sièges et la charge utile, ce qui a donné le GA10. Avec de nombreux avions GA8 à moteur à pistons exploités dans des régions éloignées, le GA10 propulsé par JetA/JetA1 est destiné à plaire aux clients de l'aviation générale.
Le GA10 conserve la conception aérodynamique du GA8 et l'intention est de réutiliser les mêmes pièces autant de que possible. le cahier des charges voulait une autonomie de cinq heures avec huit occupants (pilote compris) et une capacité de carburant maximale de 550 litres. Comme pour le GA8, un kit STOL sera développé pour le GA10.
Le GA10 devrait être capable de proposer des capacités de renseignement, de surveillance et de reconnaissance (ISR), comme son prédécesseur le GA8, de transporter une boule de capteur électro-optique / infrarouge (EO/IR) dans une soute à bagages modifiée pour une vue dégagée à 360 °.

## Voir également
- Gippsland GA8

Aircraft of comparable role, configuration, and era
- Cessna 208 Caravan
- PAC P-750 XSTOL
- Pilatus PC-6 Porter
- Quest Kodiak